# Koutoua Abia
Koutoua Francis Abia (ur. 13 sierpnia 1965) – kajakarz z Wybrzeża Kości Słoniowej, olimpijczyk.

## Życiorys

### Igrzyska Olimpijskie
Koutoua Abia trzykrotnie uczestniczył w letnich igrzyskach olimpijskich (1992, 1996 i 2008). Podczas swoich pierwszych igrzysk, w 1992 w Barcelonie Abia wystartował w jednej konkurencji kajakarstwa: K-2 500 m. Ponowny jego występ na igrzyskach olimpijskich miał miejsce w 1996 w Atlancie, gdzie ponownie wziął udział w jednej konkurencji kajakarstwa: K-1 500 m. Po 12-letniej przerwie Abia ponownie uczestniczył w igrzyskach olimpijskich, w 2008, w Pekinie, gdzie wziął udział w dwóch dyscyplinach kajakarstwa: K-1 500 m oraz K-1 1000 m. Był to jego ostatni udział na igrzyskach olimpijskich.